# Arakawa
Arakawa (japonês: 荒川区; -ku) é uma região especial da Metrópole de Tóquio, no Japão. Tem uma população estimada (2005) de 191.467 habitantes e uma densidade de 18.800 pessoas por km². A área total é de 10,20 km².
Arakawa foi fundada a 15 de março de 1947. A região tem este nome devido ao rio de mesmo nome que o cruza.

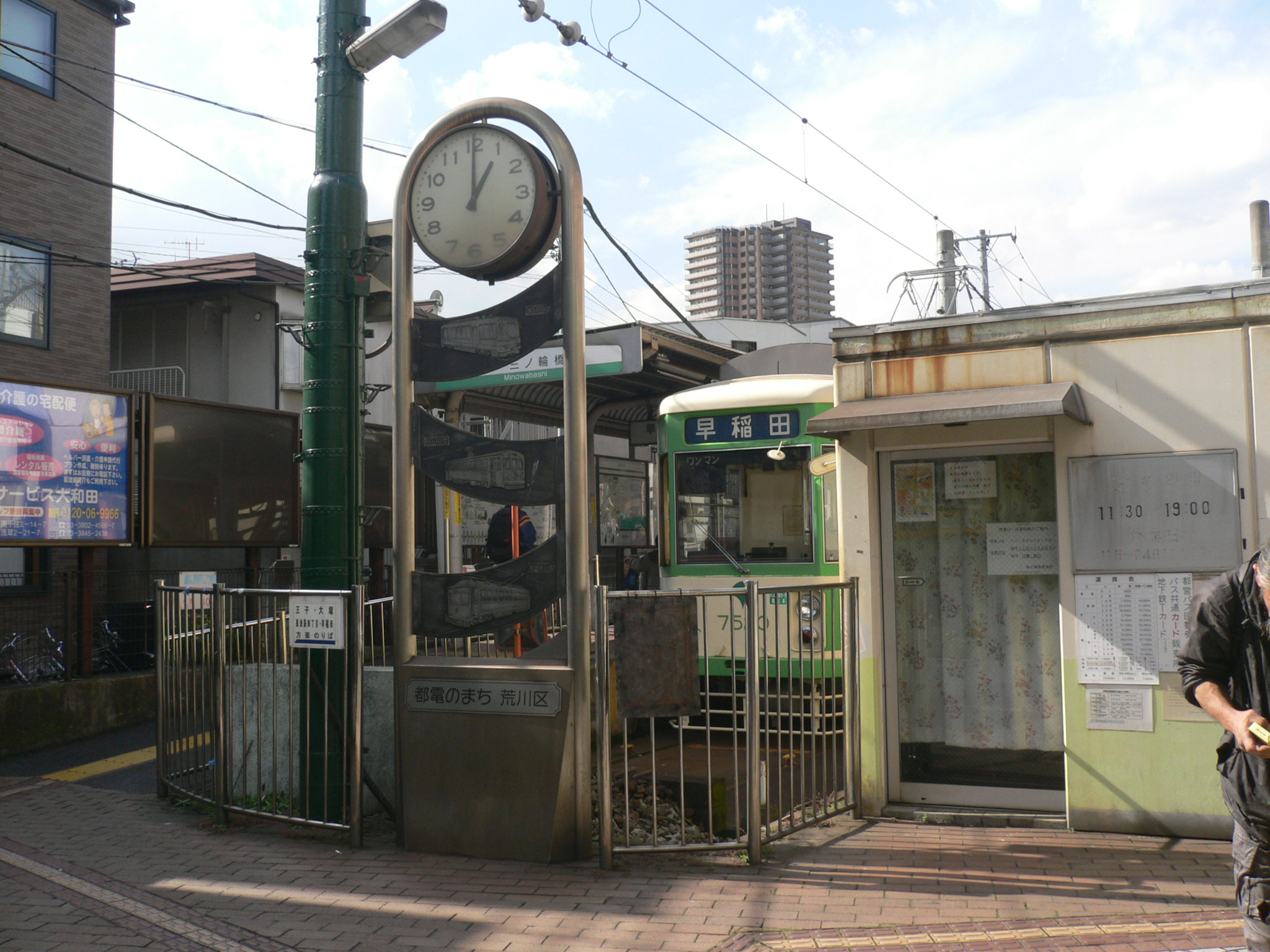
Estação de bonde Minowabashi

## Subdivisões
- Machiya
- Arakawa
- Nishi Ogu
- Nishi Nippori
- haigashi Ogu
- Higashi Nippori
- Minami Senju

## Estações de comboio (trem)
- Estação de Machiya
- Estação de Mikawashima
- Estação de Nippori
- Estação de Nishinippori

Pela região de Arakawa passa a última linha de bonde de Tóquio, chamada de Toden Arakawa. Esta linha, criada originalmente em 1913, atualmente opera entre as estações Minowabashi e Waseda.